# Claudia de' Medici
Claudia de' Medici (Firenze, 4 giugno 1604 – Innsbruck, 25 dicembre 1648) fu duchessa di Urbino come moglie del duca Federico Ubaldo Della Rovere e poi fu arciduchessa d'Austria e contessa di Tirolo come moglie dell'arciduca Leopoldo V d'Austria.

## Biografia

### Giovinezza e primo matrimonio

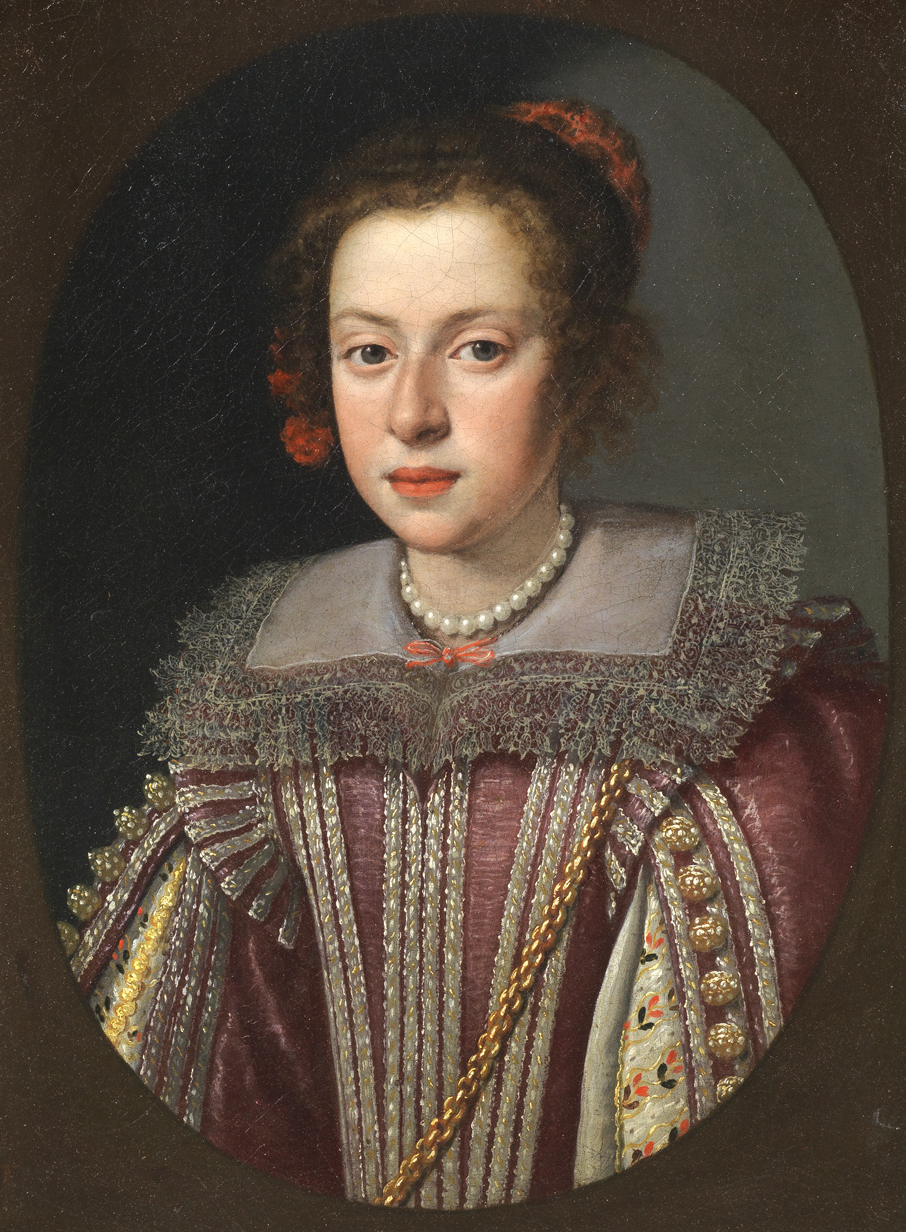
Claudia de' Medici all'epoca del matrimonio ritratta da Justus Sustermans

Nona e ultima figlia di Ferdinando I de' Medici e Cristina di Lorena (sorella dunque di Cosimo II de' Medici), sposò nel 1621 Federico Ubaldo della Rovere, duca d'Urbino, al quale era stata promessa già quattro anni prima. Ebbero una figlia, Vittoria Della Rovere, futura moglie di Ferdinando II de' Medici. Federico Ubaldo morì già nel 1623 a causa di un attacco epilettico, e Claudia tornò a Firenze, dove fu rinchiusa in convento.

### Secondo matrimonio
Nel 1626 sposò Leopoldo V d'Austria, fratello dell'imperatore Ferdinando II. Per matrimonio divenne dunque contessa del Tirolo.
Leopoldo morì nel 1632, rendendola vedova per la seconda volta. Alla morte del marito assunse la reggenza del Tirolo in vece del figlio Ferdinando Carlo d'Austria assieme a cinque consiglieri, e la mantenne fino al 1646.

### Ultimi anni e morte
Dapprima sotto Ferdinando II, poi alla morte di questi (1637) sotto Ferdinando III fu coreggente di Tirolo e Austria Anteriore. Grazie agli stretti legami con la casa imperiale, l'arciduchessa Claudia ottenne di estendere i possedimenti dell'Austria Anteriore, esigendo in nome dei figli minorenni, i territori conquistati nel ducato di Württemberg.
Effettivamente poté prendere possesso di questi territori nel 1636 e farsi giurare fedeltà.
Si spese molto in favore della Controriforma, per la reintroduzione della religione cattolica.
Con la pace di Vestfalia i territori furono restituiti al duca Eberardo III di Württemberg, ma l'arciduchessa si era battuta fino all'ultimo perché la restituzione non avvenisse. Fosse riuscita a spuntarla, il ducato di Württemberg sarebbe stato distrutto.
Claudia morì poco tempo dopo.

## Mecenatismo

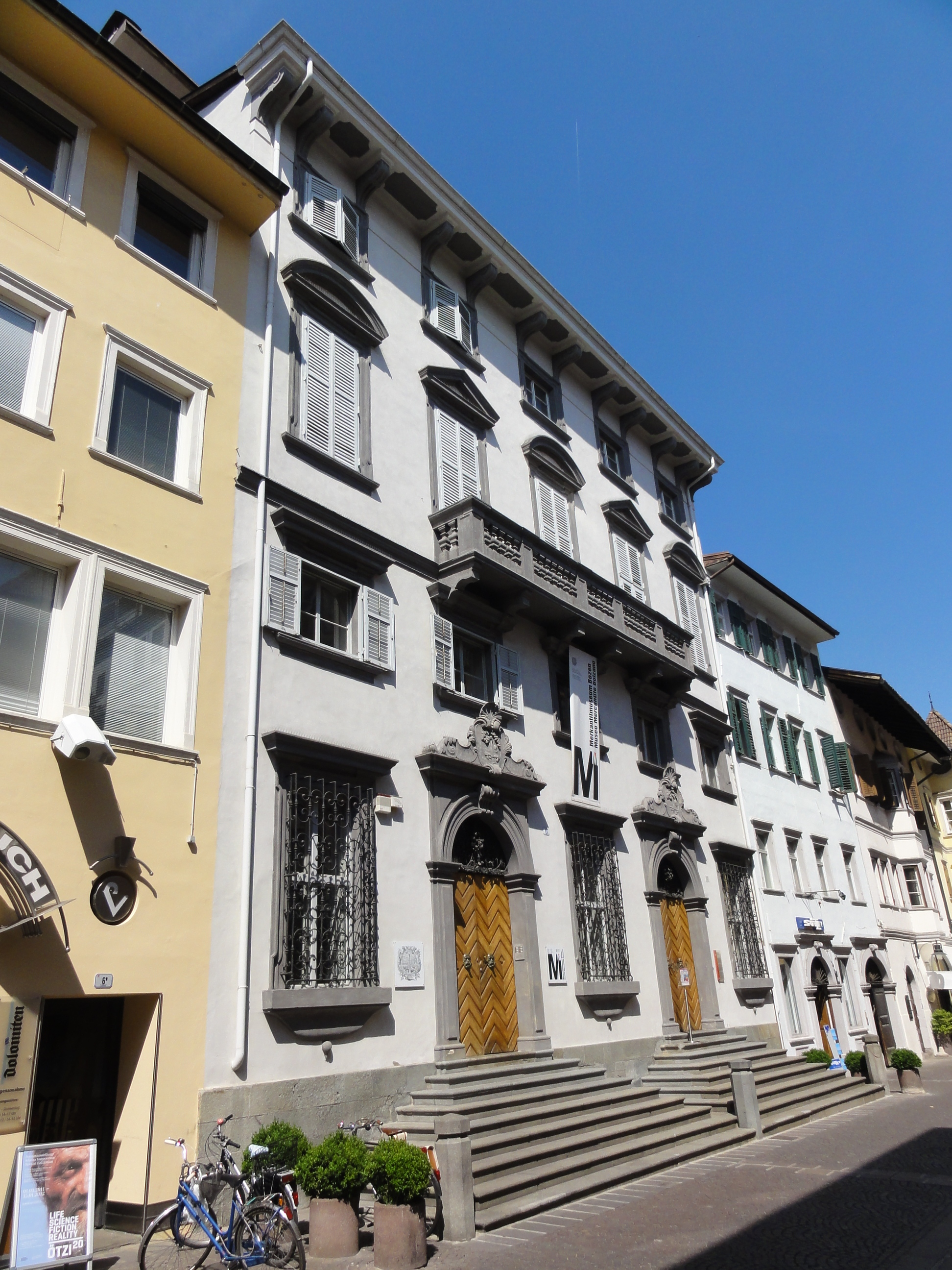
Palazzo mercantile a Bolzano.

Nel corso della guerra dei trent'anni fece costruire le fortezze di castel Ehrenberg (noto come "Fort Claudia", a Reutte, in Tirolo), di Kufstein e di Scharnitz (la Porta Claudia sulla chiusa di Scharnitz prende il nome da lei), e si occupò di rinnovare e migliorare le difese del Tirolo, minacciato da una possibile apertura di un fronte meridionale della guerra.
Stimolò anche l'arte, con la costruzione di teatri barocchi, e il commercio, con la costituzione della nuova fiera di Bolzano nel 1635 e lo sviluppo dell'artigianato in Tirolo. Sempre nel 1635 Claudia fondò anche il magistrato mercantile di Bolzano, che più tardi trovò posto nel palazzo mercantile.

## Retaggio nel territorio
Bolzano ha dedicato una via ed una scuola a Claudia de' Medici. Anche a Innsbruck esiste una strada a lei dedicata.
Anche il comune di Malles Venosta è legato alla figura dell'arciduchessa: il suo stemma, infatti, fu concesso proprio da Claudia nel 1642, tanto da riprodurre nella parte superiore i colori della casa d'Austria, e nella parte inferiore tre palle rosse in campo giallo, in onore dello stemma della famiglia Medici. Anche il complesso scolastico del comune venostano è intitolato a Claudia de' Medici (Oberschulzentrum «Claudia von Medici» Mals).

## Discendenza
Claudia e Federico Ubaldo ebbero una figlia: 
- Vittoria Della Rovere (1622–1694).

Claudia e Leopoldo ebbero cinque figli: 
- Maria Eleonora d'Austria (1627-1629);
- Ferdinando Carlo d'Austria (1628-1662), sposò Anna de' Medici;
- Isabella Clara d'Austria (1629-1685), sposò Carlo II di Gonzaga-Nevers;
- Sigismondo Francesco d'Austria (1630-1665);
- Maria Leopoldina d'Asburgo (1632-1649), futura moglie dell'imperatore Ferdinando III.

## Ascendenza
|                         |                       |                                  | Genitori                              |  |  | Nonni |  |  | Bisnonni                  |  |  | Trisnonni            |  |
|                         |                       |                                  |                                       |  |  |       |  |  | Giovanni dalle Bande Nere |  |  | Giovanni il Popolano |  |
|                         |                       |                                  |                                       |  |  |       |  |  | Giovanni dalle Bande Nere |  |  | Giovanni il Popolano |  |
|                         |                       | Caterina Sforza                  |                                       |  |  |       |  |  | Giovanni dalle Bande Nere |  |  |                      |  |
| Cosimo I de' Medici     |                       |                                  |                                       |  |  |       |  |  | Giovanni dalle Bande Nere |  |  |                      |  |
|                         |                       | Maria Salviati                   | Jacopo Salviati                       |  |  |       |  |  |                           |  |  |                      |  |
|                         |                       | Maria Salviati                   | Jacopo Salviati                       |  |  |       |  |  |                           |  |  |                      |  |
|                         |                       | Maria Salviati                   | Lucrezia di Lorenzo de' Medici        |  |  |       |  |  |                           |  |  |                      |  |
| Ferdinando I de' Medici |                       | Maria Salviati                   |                                       |  |  |       |  |  |                           |  |  |                      |  |
|                         |                       | Pedro Álvarez de Toledo y Zúñiga | Fadrique Álvarez de Toledo y Enríquez |  |  |       |  |  |                           |  |  |                      |  |
|                         |                       | Pedro Álvarez de Toledo y Zúñiga | Fadrique Álvarez de Toledo y Enríquez |  |  |       |  |  |                           |  |  |                      |  |
|                         |                       | Pedro Álvarez de Toledo y Zúñiga | Isabel de Zúñiga                      |  |  |       |  |  |                           |  |  |                      |  |
| Eleonora di Toledo      |                       | Pedro Álvarez de Toledo y Zúñiga |                                       |  |  |       |  |  |                           |  |  |                      |  |
|                         |                       | María Osorio y Pimentel          | Luis Pimentel y Pacheco               |  |  |       |  |  |                           |  |  |                      |  |
|                         |                       | María Osorio y Pimentel          | Luis Pimentel y Pacheco               |  |  |       |  |  |                           |  |  |                      |  |
|                         |                       | María Osorio y Pimentel          | Juana Osorio                          |  |  |       |  |  |                           |  |  |                      |  |
| Claudia de' Medici      |                       | María Osorio y Pimentel          |                                       |  |  |       |  |  |                           |  |  |                      |  |
|                         | Francesco I di Lorena | Antonio di Lorena                |                                       |  |  |       |  |  |                           |  |  |                      |  |
|                         | Francesco I di Lorena | Antonio di Lorena                |                                       |  |  |       |  |  |                           |  |  |                      |  |
|                         | Francesco I di Lorena | Renata di Borbone-Montpensier    |                                       |  |  |       |  |  |                           |  |  |                      |  |
| Carlo III di Lorena     | Francesco I di Lorena |                                  |                                       |  |  |       |  |  |                           |  |  |                      |  |
|                         |                       | Cristina di Danimarca            | Cristiano II di Danimarca             |  |  |       |  |  |                           |  |  |                      |  |
|                         |                       | Cristina di Danimarca            | Cristiano II di Danimarca             |  |  |       |  |  |                           |  |  |                      |  |
|                         |                       | Cristina di Danimarca            | Isabella d'Asburgo                    |  |  |       |  |  |                           |  |  |                      |  |
| Cristina di Lorena      |                       | Cristina di Danimarca            |                                       |  |  |       |  |  |                           |  |  |                      |  |
|                         |                       | Enrico II di Francia             | Francesco I di Francia                |  |  |       |  |  |                           |  |  |                      |  |
|                         |                       | Enrico II di Francia             | Francesco I di Francia                |  |  |       |  |  |                           |  |  |                      |  |
|                         |                       | Enrico II di Francia             | Claudia di Francia                    |  |  |       |  |  |                           |  |  |                      |  |
| Claudia di Valois       |                       | Enrico II di Francia             |                                       |  |  |       |  |  |                           |  |  |                      |  |
|                         |                       | Caterina de' Medici              | Lorenzo de' Medici duca di Urbino     |  |  |       |  |  |                           |  |  |                      |  |
|                         |                       | Caterina de' Medici              | Lorenzo de' Medici duca di Urbino     |  |  |       |  |  |                           |  |  |                      |  |
|                         |                       | Caterina de' Medici              | Maddalena de La Tour d'Auvergne       |  |  |       |  |  |                           |  |  |                      |  |
|                         |                       | Caterina de' Medici              |                                       |  |  |       |  |  |                           |  |  |                      |  |